# Soigneurs dehors !
Soigneurs dehors ! est un film français de court métrage réalisé, écrit et coproduit par Pascal Deux, sorti en 1995.

## Fiche technique
- Titre : Soigneurs dehors !
- Réalisation : Pascal Deux
- Photographie : Gilles Arnaud
- Son : Michel Desrois
- Musique : Frédéric Kooshmanian
- Montage : Sophie Vincendeau
- Production : Télé 2000 - Alliance de Production Cinématographique
- Pays :  France
- Durée : 11 minutes
- Date de sortie : 1995

## Distribution
- Denis Podalydès : Clément, un écrivain velléitaire
- Philippine Leroy-Beaulieu : Anna, sa compagne qui le quitte
- Jacky Nercessian : le patron du café
- Smaïl Mekki : Smao
- Mathieu Schiffman : Alex
- Jean-Michel Couturier : Tonton